# Colin Powell
Colin Luther Powell (ur. 5 kwietnia 1937 w Nowym Jorku, zm. 18 października 2021 w Bethesdzie) – amerykański wojskowy i polityk, generał armii amerykańskiej, przewodniczący Kolegium Połączonych Szefów Sztabów (1989–1993), doradca prezydenta USA ds. bezpieczeństwa narodowego (1987–1989), sekretarz stanu Stanów Zjednoczonych (2001–2005).

## Życiorys
W czasie 35-letniej kariery wojskowej w armii USA osiągnął stopień generała (4 gwiazdki). Wcześniej walczył m.in. w Wietnamie (23 Dywizja Piechoty), był też dowódcą batalionu stacjonującego w Korei Południowej, dowódcą brygady w 101. Dywizji Powietrznodesantowej oraz dowódcą V Korpusu US Army stacjonującego w Niemczech.
W okresie od grudnia 1987 do stycznia 1989 doradca do spraw bezpieczeństwa narodowego w gabinecie prezydenta USA Ronalda Reagana. W okresie od 1 października 1989 do 30 września 1993 przewodniczący Kolegium Połączonych Szefów Sztabów Sił Zbrojnych USA (najwyższe stanowisko wojskowe w US Armed Forces). Piastował to stanowisko m.in. w trakcie pierwszej wojny w Iraku (1991).
W styczniu 2001 powołany przez prezydenta George’a W. Busha na stanowisko sekretarza stanu USA. 12 listopada 2004, po zwycięstwie George’a W. Busha w kolejnych wyborach prezydenckich złożył rezygnację z zajmowanego stanowiska, 26 stycznia 2005 zastąpiła go Condoleezza Rice. W wyborach prezydenckich w 2008 poparł kandydata demokratów, Baracka Obamę. W wyborach prezydenckich w 2016 uzyskał 3 głosy elektorskie, co nie zmieniło decyzji większości Kolegium Elektorów i wygrał kandydat republikanów Donald Trump.
Podczas wojny w Wietnamie, służący jako oficer Powell był zamieszany w tuszowanie masakry wietnamskich cywilów w Mỹ Lai.
Zmarł na powikłania pocovidowe pomimo przyjęcia podwójnego szczepienia. Był to skutek obniżonej oporności
w trakcie leczenia szpiczaka mnogiego. Został pochowany 5 listopada 2021 w Katedrze Narodowej w Waszyngtonie.

## Życie prywatne
Był żonaty, miał troje dzieci (syn Michael i dwie córki).
W 2018 filmie Vice w reżyserii Adama McKaya w postać Powella wcielił się Tyler Perry.

## Awanse
- podporucznik US Army – 1958
- porucznik US Army – 1959
- kapitan US Army – 1962
- major US Army – 1966
- podpułkownik US Army – 1970
- pułkownik US Army – 1976
- generał brygadier US Army – 1979
- generał major US Army – 1983
- generał porucznik US Army – 1986
- generał US Army – 1989

## Odznaczenia
- Combat Infantry Badge
- Parachutist Badge
- Air Assault Badge
- Pathfinder Badge
- Presidential Service Badge
- Office of the Secretary of Defense Identification Badge
- Office of the Joint Chiefs of Staff Identification Badge
- Army Staff Identification Badge
- Medal Departamentu Obrony za Wybitną Służbę (Defense Distinguished Service Medal) – czterokrotnie
- Army Medal Sił Lądowych za Wybitną Służbę (Distinguished Service Medal) – dwukrotnie
- Medal Departamentu Obrony za Wzorową Służbę (Defense Superior Service Medal)
- Legia Zasługi – dwukrotnie
- Medal Żołnierza
- Brązowa Gwiazda
- Purpurowe Serce
- Medal Lotniczy
- Joint Service Medal Pochwalny Commendation Medal
- Army Medal Pochwalny Commendation Medal – trzykrotnie
- Prezydencki Medal Wolności – dwukrotnie
- Presidential Citizens Medal
- Medal Służby Obrony Narodowej
- Medal Służby w Wietnamie
- Army Service Ribbon
- Army Overseas Service Ribbon
- Order Skanderbega (Albania)
- Order Stara Płanina I klasy (Bułgaria)
- Komandor Legii Honorowej (Francja)
- Członek Honorowy Orderu Jamajki
- Krzyż Komandorski z Gwiazdą Orderu Zasługi Rzeczypospolitej Polskiej[7]
- Meritorious Service Decoration (Kanada)
- Gallantry Cross Unit Citation (Wietnam Południowy)
- Medal „Za kampanię w Wietnamie” (Vietnam Campaign Medal – Wietnam Południowy)
- Order Łaźni (Wielka Brytania)
- Order Imperium Brytyjskiego (Wielka Brytania)